# Jodek srebra
Jodek srebra – nieorganiczny związek chemiczny, sól kwasu jodowodorowego i srebra. Jest solą o żółtym zabarwieniu, nierozpuszczalną w wodzie i, podobnie jak inne halogenki srebra, światłoczułą. Struktura krystaliczna jodku srebra zmienia się wraz z temperaturą.

## Zastosowanie
- w fotografii do produkcji emulsji światłoczułych
- do zasiewania chmur, wywołującego sztuczny deszcz